# Århus Amt

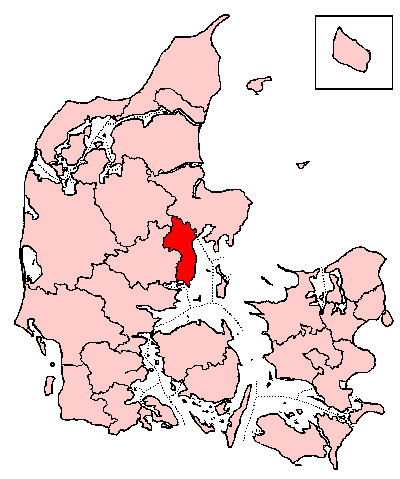

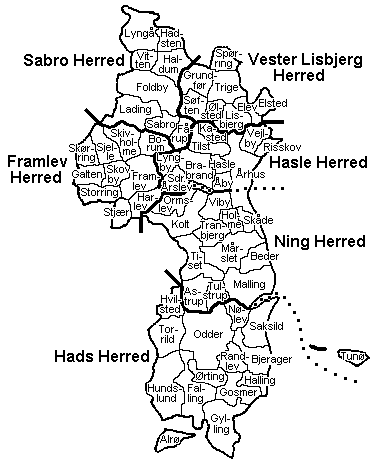
Århus Amt

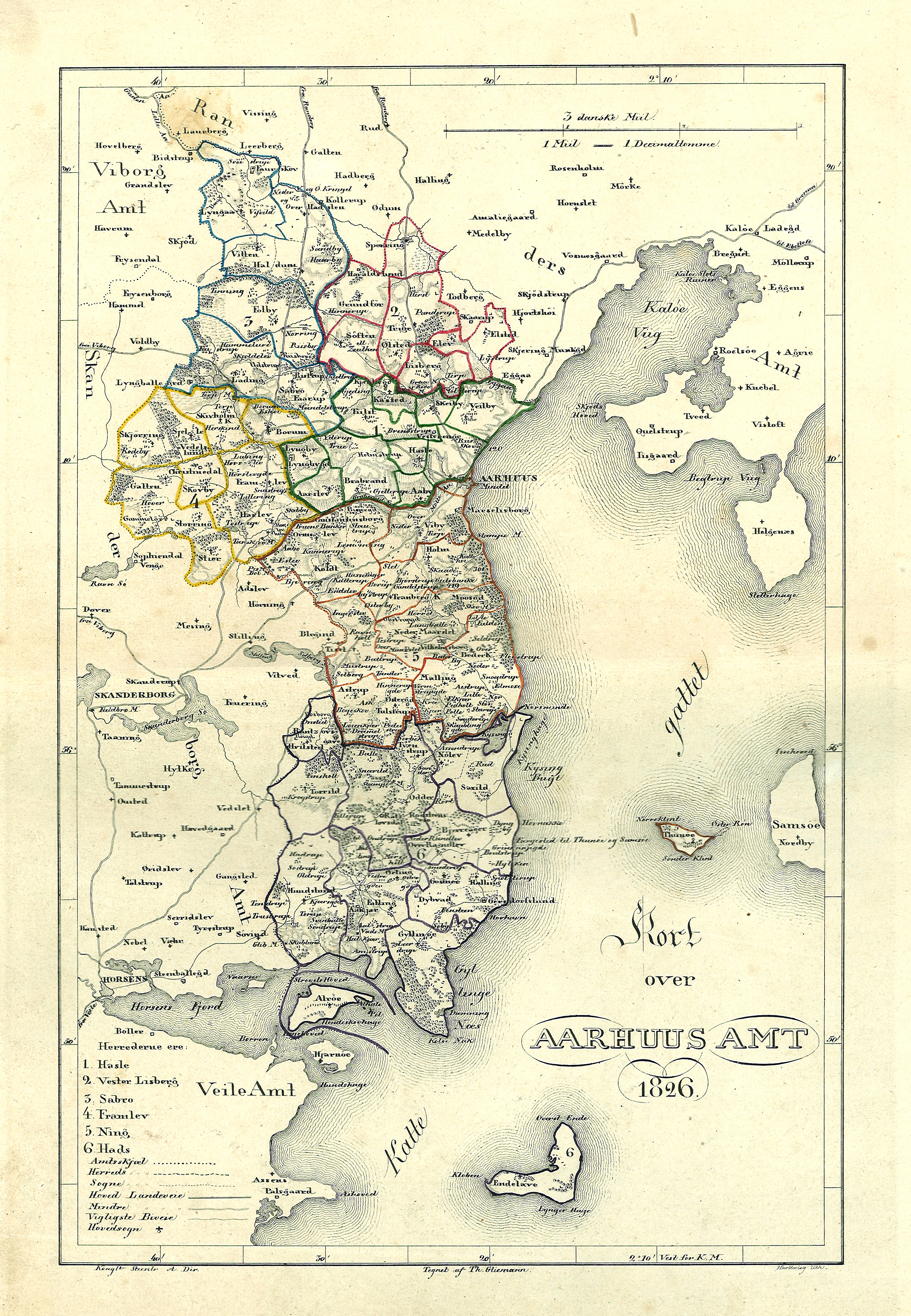
Århus Amt 1826 met parochies

Århus Amt was tot 1970 een van de amten van Denemarken. Hoofdplaats was de stad Aarhus
Bij de bestuurlijke reorganisatie van Denemarken in 1970 werd Aarhus uitgebreid met het grootste deel van het Randers Amt en een deel van Skanderborg Amt en het eiland Samsø. 

## Herreder
Het Amt werd gevorm door zes herreder:
- Framlev
- Hads
- Hasle
- Ning
- Sabro
- Vester Lisbjerg